# Marvel One-Shots
Marvel One-Shots es una serie de cortometrajes directos a video producidos por Marvel Studios, ambientados en el Universo cinematográfico de Marvel (UCM). Lanzados inicialmente entre 2011 a 2014, se incluyeron como material extra en los lanzamientos de distribución digital y Blu-ray de diversas películas del UCM.
Los cortos, que varían entre 3 a 15 minutos de duración, están diseñadas para ser historias independientes que brindan más antecedentes para los personajes o eventos presentados en las películas. Dos de los cortos inspiraron el desarrollo de las series de televisión del MCU, a través de Marvel Television.
Los primeros cortos estrenados fueron El Consultor (2011) y Algo gracioso pasó de camino al martillo de Thor (2011) que son protagonizados por Clark Gregg como el agente Phil Coulson y ofrecen historias breves e independientes sobre un día en la vida del agente de S.H.I.E.L.D.
Luego, Marvel Studios realizó varios cortos de mayor duración iniciando con Item 47 (2012), protagonizada por Lizzy Caplan y Jesse Bradford como una pareja desafortunada que encuentra un arma Chitauri desechada después de los eventos de The Avengers (2012); Agente Carter (2013), protagonizada por Hayley Atwell como Peggy Carter siguiéndola después de los eventos de Capitán América: El primer vengador (2011); y All Hail the King (2014), protagonizada por Ben Kingsley como Trevor Slattery, ambientada después de los eventos de Iron Man 3 (2013).
Los dos primeros cortometrajes recibieron críticas generalmente negativas, pero el resto fueron recibidos de manera más positiva y se destacaron por sus contribuciones a la expansión del UCM. Todos los One-Shots están disponibles en Disney+ desde enero de 2022, sumándose los cortometrajes falso documental Team Thor (lanzados entre 2016 y 2018), que en el mismo año se reclasificaron como One-Shots.

## Desarrollo

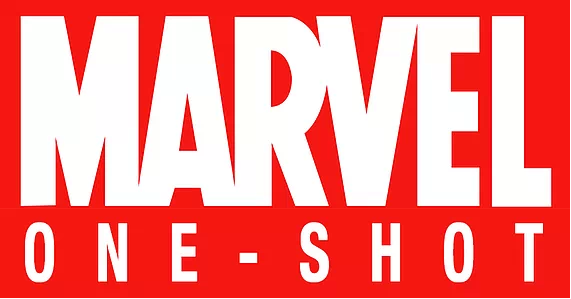
Logotipo original que aparece en los carteles de lanzamiento de Agent Carter y All Hail the King

En agosto de 2011, Marvel anunció que un par de cortometrajes, diseñados para ser historias independientes, se lanzarían directamente en video. El coproductor Brad Winderbaum dijo que eran una "forma divertida de experimentar con nuevos personajes e ideas" y expandir el Universo Cinematográfico de Marvel (MCU) más allá de las tramas de los largometrajes. Los dos primeros cortos se realizaron en conjunto con The Ebeling Group. Winderbaum dijo que el nombre del programa de cortos se derivó de la etiqueta utilizada por Marvel Comics para sus cómics únicos. 
El copresidente de Marvel Studios, Louis D'Esposito, dijo más tarde que Marvel estaba considerando presentar personajes establecidos que quizás aún no estén listos para realizar sus propias películas en futuros One-Shots, y afirmó: "Siempre existe la posibilidad de presentar un personaje. Tenemos 8.000 de ellos, y no pueden estar todos al mismo nivel. Así que tal vez hay algunos que no son tan populares, y los presentamos [con un breve], y despegan. Pude ver que eso sucediera". Cuando se le preguntó si un superhéroe de Marvel aparecería alguna vez en algún One-Shot, D'Esposito respondió que "nos encantaría, pero es difícil porque eso tiene un costo. Si Iron Man está volando haciendo algo, eso [es] muy costoso. Y antes que nada, ¿Cuál es la historia? ¿Es importante que ese superhéroe esté en la historia?" 
Durante el panel de Agent Carter en la Comic-Con de San Diego de 2013, D'Esposito dijo que Marvel estaba considerando estrenar cortometrajes en los cines antes que largometrajes. En mayo de 2014, se reveló en el lanzamiento en DVD de Captain America: The Winter Soldier (2014) que la película sería el primero en no incluir un One-Shot desde que comenzó el proyecto,  y en octubre de 2014, se reveló en el lanzamiento doméstico de Guardianes de la Galaxia (2014) que la misma tampoco incluiría un corto.  El director de Guardianes de la Galaxia, James Gunn, dijo que no se incluyó un One-Shot con la película debido a la falta de espacio en el disco.  El director de Marvel Studios, Kevin Feige, declaró en mayo de 2015 que no había planes activos para hacer más Marvel One-Shots, pero el estudio no se opuso a continuar con la serie. 
Todos los One-Shots están disponibles en Disney+ desde enero de 2022, momento en el que los cortometrajes documentales de Team Thor (que se lanzaron entre 2016 y 2018) se reclasificaron como One-Shots. Feige había descrito previamente los cortos de Team Thor como una versión "factible" del programa One-Shot, y sintió que había potencial para que futuros One-Shots se lanzaran de manera similar como contenido adicional antes del estreno de una película. 

## Películas
| Película                                           | Fecha de lanzamiento                                                | Director         | Guionista    | Productor   | Incluido en                         |
| -------------------------------------------------- | ------------------------------------------------------------------- | ---------------- | ------------ | ----------- | ----------------------------------- |
| El Consultor                                       | 13 de septiembre de 2011                                            | Leythum          | Eric Pearson | Kevin Feige | Thor                                |
| A Funny Thing Happened on the Way to Thor's Hammer | 25 de octubre de 2011                                               | Leythum          | Eric Pearson | Kevin Feige | Capitán América: El primer vengador |
| Item 47                                            | 25 de septiembre de 2012                                            | Louis D'Esposito | Eric Pearson | Kevin Feige | The Avengers                        |
| Agente Carter                                      | 3 de septiembre de 2013 (digital) 24 de septiembre de 2013 (físico) | Louis D'Esposito | Eric Pearson | Kevin Feige | Iron Man 3                          |
| Que viva el rey                                    | 4 de febrero de 2014 (digital) 25 de febrero de 2014 (físico)       | Drew Pearce      | Drew Pearce  | Kevin Feige | Thor: The Dark World                |

### The Consultant(2011)

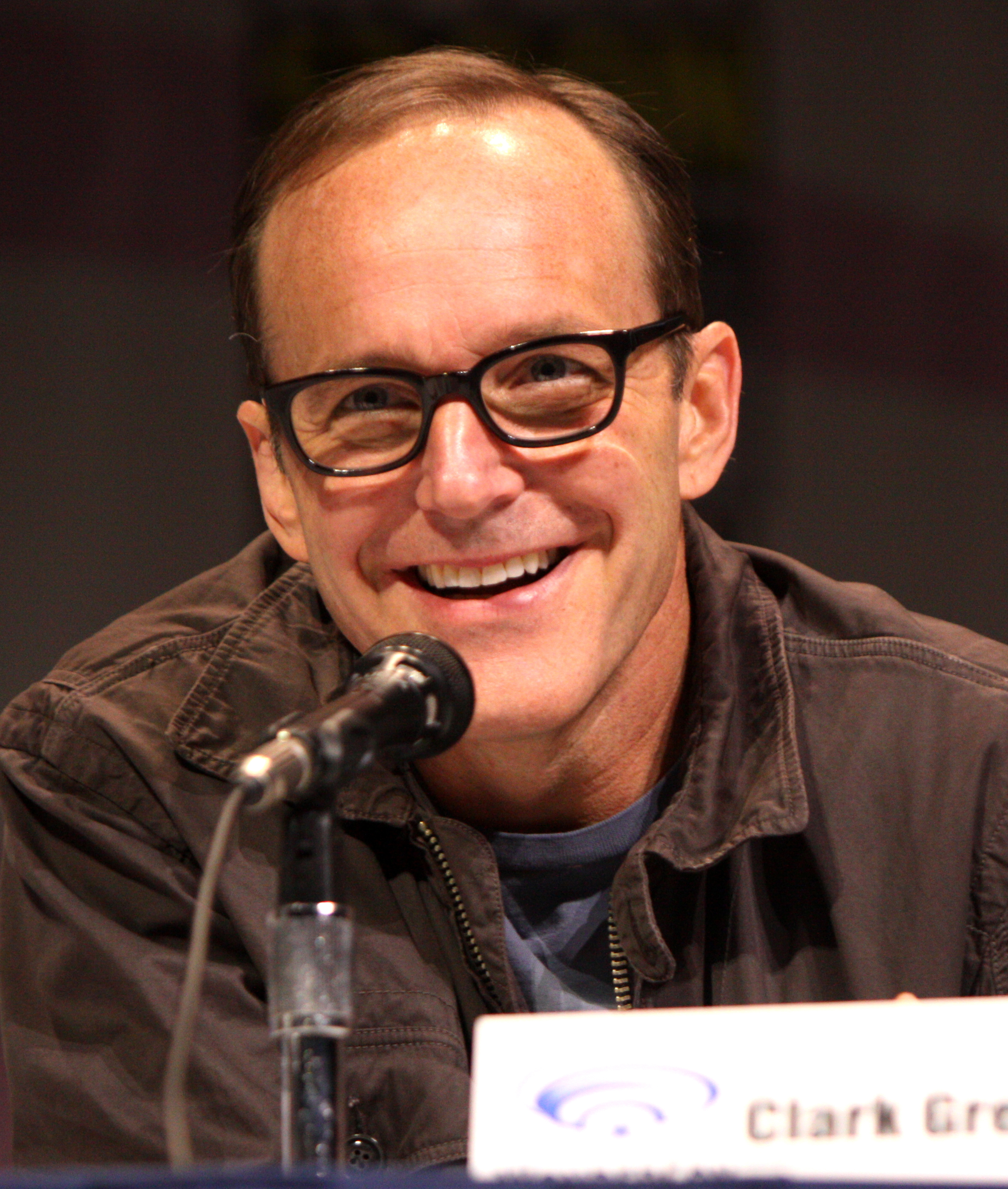
Clark Gregg repitió su papel de las películas del MCU como el Agente Phil Coulson en los dos primeros Marvel One-Shots.

Ambientada después de los eventos de Iron Man 2 y The Incredible Hulk, Phil Coulson le informa a Jasper Sitwell que el Consejo de Seguridad Mundial desea que Emil Blonsky sea liberado de prisión para unirse a la Iniciativa Vengadores. Lo ven como un héroe de guerra y culpan a Bruce Banner de la devastación en Harlem. El Consejo les ordena que le pidan al General Thaddeus "Thunderbolt" Ross que libere a Blonsky bajo la custodia de S.H.I.E.L.D. Como Nick Fury no quiere liberar a Blonsky, los dos agentes deciden enviar un chivo expiatorio para sabotear la reunión. Coulson envía a regañadientes a "El Consultor", Tony Stark, y (como se muestra parcialmente en la escena poscréditos de The Incredible Hulk) Stark se acerca al deshonrado Ross mientras bebe en un bar. Stark molesta tanto a Ross que trata de sacarlo del bar, hasta que Stark compra el bar y programa su demolición. Al día siguiente, Coulson le informa a Sitwell que su plan funcionó y que Blonsky permanecerá en prisión.
En la Comic-Con de San Diego de 2011, Marvel anunció que The Consultant aparecería exclusivamente en el lanzamiento del Blu-ray de Thor el 13 de septiembre de 2011. Fue dirigida por Leythum y escrita por Eric Pearson, con música de Paul Oakenfold. El corto fue filmado durante 2-3 días. Clark Gregg y Maximiliano Hernández regresan para interpretar a los Agentes Phil Coulson y Jasper Sitwell, respectivamente, de las películas.  A ellos se unen a través de imágenes de archivo Robert Downey, Jr. como Tony Stark / The Consultant, William Hurt como el general Thaddeus "Thunderbolt" Ross y Tim Roth como Emil Blonsky en su forma de Abominación.  El coproductor Brian Winderbaum dijo que los productores "querían pintar una imagen de SHIELD moviendo los hilos y siendo responsable de algunos de los eventos que se ven en las películas. ¿Qué mejor personaje para representar esta idea que el agente Coulson, el primer agente de SHIELD que nos presentaron en la primera película de Iron Man?" Gregg dijo que le informaron sobre el programa de cortometrajes en la misma llamada telefónica que le advirtió que Coulson moriría en Los Vengadores . El actor notó que los One-Shots podrían brindar más información sobre Coulson, para "construir la relación de la audiencia [con] él" y hacer que su muerte en la película sea más impactante. The Consultant se escribió después de A Funny Thing Happened on the Way to Thor's Hammer, debido a que este último se llevó el 80% del presupuesto que Marvel reservó para los dos cortos, dejando un presupuesto restante "para dos tipos hablando". Para ayudar con esto, Pearson incluyó a Sitwell en el corto, quien tuvo un papel menor en Thor, y él y Coulson "propusieron una lluvia de ideas sobre una forma de lidiar con esta política burocrática burocrática de la Iniciativa Vengadores".

### A Funny Thing Happened on the Way to Thor's Hammer(2011)
Ambientada antes de los acontecimientos de Thor, Phil Coulson se detiene en una gasolinera de camino a Albuquerque, Nuevo México. Mientras Coulson compra bocadillos en la parte trasera de la estación, dos ladrones entran y exigen el dinero de la caja registradora. Cuando los ladrones preguntan de quién es el auto afuera, Coulson se revela, entrega sus llaves y también se ofrece a entregar su pistola. Mientras gira el arma, Coulson distrae a los ladrones y somete a ambos hombres en segundos. Luego paga con indiferencia sus refrigerios mientras le aconseja al empleado que no mencione su participación a la policía.
A Funny Thing Happened on the Way to Thor's Hammer se incluyó en el lanzamiento de Blu-ray de Captain America: The First Avenger el 25 de octubre de 2011. Fue dirigida por Leythum y escrita por Eric Pearson, con música de Paul Oakenfold. Fue filmado durante 2-3 días.  El corto protagonizado por Clark Gregg retomando su papel como el Agente Phil Coulson, y sirvió para mostrar a Coulson como "algo más que un burócrata molesto" de S.H.I.E.L.D. 

### Item 47(2012)
Bennie y Claire, una pareja con mala suerte, encuentran una pistola Chitauri desechada ("Artículo 47") que quedó del ataque a la ciudad de Nueva York en Los Vengadores. La pareja lo usa para robar algunos bancos, llamando la atención de S.H.I.E.L.D., que asigna a los agentes Sitwell y Blake para recuperar el arma y "neutralizar" a la pareja. El agente Sitwell rastrea a la pareja hasta una habitación de motel que se arruina en el enfrentamiento posterior y el dinero robado se destruye. En lugar de matar a la pareja, Sitwell los invita a unirse a S.H.I.E.L.D., con Bennie asignado al 'grupo de expertos' de I + D para realizar ingeniería inversa de la tecnología Chitauri, y Claire se convierte en la asistente de Blake.
Item 47 fue lanzado en el Blu-ray de The Avengers el 25 de septiembre de 2012. La película está protagonizada por Jesse Bradford y Lizzy Caplan como Bennie y Claire, respectivamente. La película también ve el regreso del Agente Sitwell, interpretado por Maximiliano Hernández, y presenta al Agente Blake, interpretado por Titus Welliver.  Fue dirigida por el copresidente de Marvel Studios , Louis D'Esposito, escrita por Eric Pearson, y cuenta con música de Christopher Lennertz. El cortometraje, que se filmó durante cuatro días,  tiene una duración de 12 minutos, superior a las películas anteriores, que no superaban los 4 minutos. Pearson y D'Esposito tuvieron la idea del corto después de ver Los Vengadores y pensar: "Nueva York es un desastre. Debe haber armas por todas partes".  Item 47 inspiró parcialmente la serie de televisión de MCU Agents of S.H.I.E.L.D.

### Agente Carter(2013)

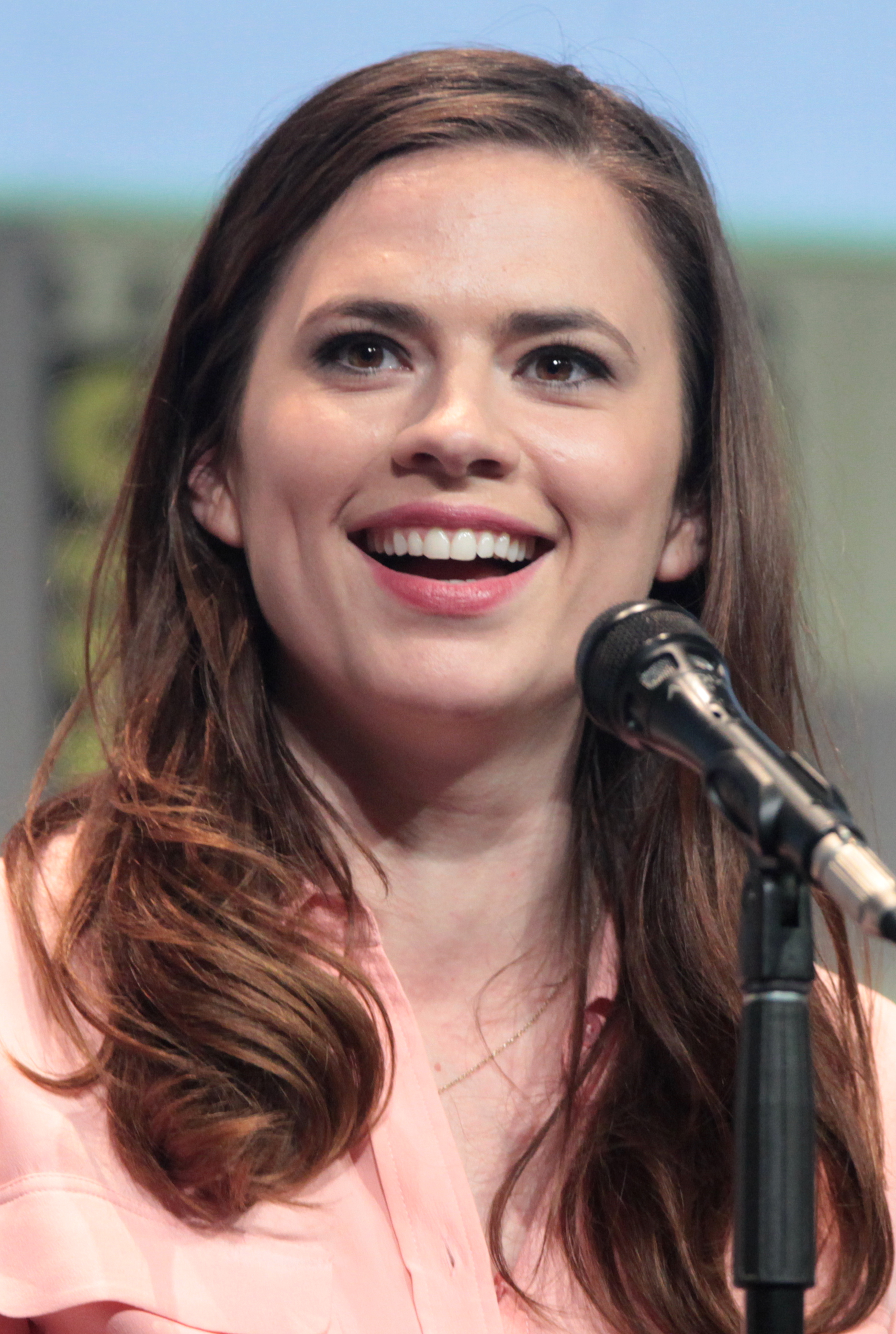
Hayley Atwell repitió su papel de Capitán América: El primer vengador, continuando la historia de Peggy Carter.

Un año después de los eventos de Capitán América: El primer vengador, Peggy Carter trabaja como agente de la Reserva Científica Estratégica (SSR) y está atrapada recopilando datos en lugar de trabajar en casos de campo. Una noche, mientras está sola en la oficina, la línea del caso informa a Carter sobre la ubicación del misterioso Zodiaco, un misterioso objeto que la agencia no ha podido recuperar. Ella es capaz de recuperar el suero del zodiaco sin ayuda. Al día siguiente, el agente John Flynn reprende a Carter por no seguir los procedimientos adecuados para completar la misión. Carter explica que la misión era urgente, pero Flynn no se conmueve, descartando a una Carter indignada como un "viejo amor" del Capitán América a quien se le dio su trabajo actual por lástima por su duelo. La línea del caso vuelve a sonar, esta vez con Howard Stark en el otro extremo, quien le dice a Flynn que le informe a Carter que ella codirigirá la recién creada S.H.I.E.L.D. En una escena de mitad de crédito, se ve a Dum Dum Dugan junto a una piscina con Stark, viendo a dos mujeres vistiendo los recién creados bikinis.
Agent Carter, lanzado en el lanzamiento del Blu-ray de Iron Man 3 el 24 de septiembre de 2013, así como parte del lanzamiento de descarga digital el 3 de septiembre de 2013, fue visto como un puente entre esa película y la próxima Capitán América y El Soldado del Invierno. Marvel también había considerado agregarlo a los lanzamientos domésticos anteriores. Hayley Atwell repite su papel de Peggy Carter,  junto con Dominic Cooper y Neal McDonough retomando sus respectivos papeles como Howard Stark y Timothy "Dum Dum" Dugan. Chris Evans aparece como Steve Rogers / Capitán América a través de imágenes de archivo. El corto presenta a Bradley Whitford como el agente John Flynn y al director de Iron Man 3, Shane Black, como Disembodied Voice.  Fue dirigida por Louis D'Esposito y escrita por Eric Pearson. El corto se filmó durante cinco días,  y se reutilizaron tomas de efectos visuales de la década de 1940 en Nueva York de Capitán América: El primer vengador para ahorrar dinero.  Christopher Lennertz regresó de Item 47 para componer música para el corto y luego compuso la banda sonora de la serie de televisión del MCU Agent Carter, que se inspiró parcialmente en el corto.

### All Hail the King(2014)
Después de ser arrestado al final de Iron Man 3, Trevor Slattery ahora está recluido en la prisión de Seagate, donde vive lujosamente, con su propio "mayordomo" personal, Herman, así como con un club de admiradores conformado por otros reclusos que lo protegen. Mirando la atención que recibe Slattery está Justin Hammer, quien se pregunta qué lo hace tan especial. Slattery ha tenido una serie de entrevistas con el documentalista Jackson Norriss para hacer una crónica de los eventos que lo llevaron a actuar como el Mandarín. Tratando de aprender más sobre él personalmente, Norriss relata el pasado de Slattery desde su primer casting cuando era niño hasta protagonizar un piloto fallido de una serie para CBS. Norriss finalmente le informa a Slattery que su interpretación ha enojado a algunas personas, incluido el grupo terrorista real Los Diez Anillos, que Slattery no sabía que existía. Norriss le cuenta la historia del Mandarín y el grupo terrorista, antes de revelar que él es miembro del grupo. Después de matar a Herman, le revela que su misión real es sacarlo de la prisión para que pueda conocer al verdadero Mandarín. Al escuchar esto, Slattery todavía no tiene idea de las reacciones que ha provocado su actuación.
En octubre de 2013, Ben Kingsley dijo que estaba trabajando en un proyecto secreto con Marvel que involucraba a "muchos miembros del equipo que participaron en Iron Man 3", más tarde se reveló como Marvel One-Shot All Hail the King, que se lanzó en el lanzamiento de descarga digital de Thor: The Dark World el 4 de febrero de 2014 y el 25 de febrero de 2014 para el lanzamiento de Blu-ray. La película está protagonizada por Ben Kingsley como Trevor Slattery, retomando su papel de Iron Man 3; Scoot McNairy como Jackson Norriss, un miembro de la organización terrorista Los Diez Anillos que se hace pasar por un documentalista;  Lester Speight como Herman;  y Sam Rockwell como Justin Hammer, retomando su papel de Iron Man 2. El corto fue escrito y dirigido por Drew Pearce, coguionista de Iron Man 3, y fue filmado en Los Ángeles.  Pearce y el productor Stephen Broussard tuvieron la idea del corto durante la producción de Iron Man 3, para proporcionar una "nueva versión" del personaje Mandarín.  La música para el corto fue compuesta por Brian Tyler, también compositor de Iron Man 3, con el falso piloto de CBS, Caged Heat, recibiendo un nuevo tema musical compuesto por el ícono de la música televisiva de la década de 1980, Mike Post. 

### SerieTeam Thor(2016-18)
| Película          | Fecha de Lanzamiento en EE. UU. | Fecha de Lanzamiento en EE. UU. | Director y Guionista | Productor   | Incluido en                |
| Película          | Digital                         | Físico                          | Director y Guionista | Productor   | Incluido en                |
| ----------------- | ------------------------------- | ------------------------------- | -------------------- | ----------- | -------------------------- |
| Team Thor         | 28 de agosto de 2016            | 13 de septiembre de 2016        | Taika Waititi        | Kevin Feige | Capitán América: Civil War |
| Team Thor: Part 2 | 14 de febrero de 2017           | ( 2017-02-28 )                  | Taika Waititi        | Kevin Feige | Doctor Strange             |
| Team Darryl       | 20 de febrero de 2018           | 6 de marzo de 2018              | Taika Waititi        | Kevin Feige | Thor: Ragnarok             |

Team Thor es una serie de cortometrajes de estilo falso documental directos a video que se lanzaron de 2016 a 2018, que consta de Team Thor, Team Thor: Part 2 y Team Darryl, todos escritos y dirigidos por Taika Waititi. Los tres cortometrajes se incluyen como características especiales en los lanzamientos de distribución digital y Blu-ray de las películas Capitán América: Civil War, Doctor Strange y Thor: Ragnarok, respectivamente. Los dos primeros cortos siguen a Thor mientras se muda con un nuevo compañero de cuarto, Darryl Jacobson, durante los eventos de Capitán América: Civil War, mientras que Team Darryl ve a Darryl mudarse a Los Ángeles y vivir con el Gran Maestro.  Los cortos fueron diseñados para presentar a los fanáticos de la franquicia el tono irreverente que tendría Thor: Ragnarok, dirigida por Waititi. 

## Recopilación
Todos los One-Shots de Marvel se incluyeron en el disco adicional de la caja "Marvel Cinematic Universe: Phase Two Collection", que incluye todas las películas de la Fase Dos del Universo Cinematográfico de Marvel. Los One-Shots cuentan con comentarios de audio, con Gregg brindándolos para The Consultant y A Funny Thing Happened on the Way to Thor's Hammer; D'Esposito, Hernández, Welliver y Bradford sobre Item 47; D'Esposito y Atwell para Agente Carter y Pearce y Kingsley con All Hail the King. La colección fue lanzada el 8 de diciembre de 2015. Todos los One-Shots estuvieron disponibles en Disney+ en enero de 2022, junto con las películas de Team Thor. 

## Recepción
Cindy White de IGN estaba intrigada por The Consultant y sintió que "el diálogo ágil parece encajar perfectamente con lo que esperamos de una película de los Vengadores al estilo Joss Whedon". Scott Chitwood de ComingSoon.net se sintió decepcionado por el corto debido a que un tercio simplemente reutilizó la escena final de The Incredible Hulk y el resto del corto solo presenta a Coulson "sentado y conversando". RL Shaffer de IGN dijo que A Funny Thing Happened on the Way to Thor's Hammer fue divertido, mientras que Zachary Scheer escribió para CinemaBlend que el corto era "tan trillado como ese título". Se trata de cuatro minutos de Coulson siendo un rudo, si la definición de 'rudo' es realizar acrobacias innecesarias de acción en cámara lenta y luego hacer una pausa para considerar algo que la gente normal consideraría, como qué donas comprar". 
Andre Dellamorte de Collider dijo que Item 47 era una tontería, mientras que William Bibbiani de Crave Online lo consideró un éxito, destacando las actuaciones de Hernández, Bradford y Caplan. Sí pensó que Welliver estaba "cargado con un pequeño diálogo incómodo, particularmente en lo que respecta a Coulson, que no vende del todo". Spencer Terry en Superhéroe Hype! dijo que el corto era "fácilmente el mejor" de los One-Shots hasta el momento, y lo atribuyó a su tiempo de ejecución más largo. Sintió que esto significaba que Item 47 no necesitaba apresurarse y pudo dar una "comprensión clara tanto de la perspectiva de S.H.I.E.L.D. de los eventos como del punto de vista de los ladrones".
Andy Hunsaker de Crave Online dijo que Agent Carter era un "placer divertido" que podría conducir a algunas películas de Marvel centradas en mujeres, y también sintió que le dio a Peggy Carter "la despedida que se merece". En IGN, Scott Collura dijo que Carter era la "superheroína de la gran pantalla que todos estábamos esperando". Patea tantos culos en esta historia corta con tanto aplomo, utilizando no solo la fuerza sino también el cerebro, y todo es muy inteligente y divertido".  Rosie Fletcher de Total Film elogió a Atwell como una "perfecta mujer fatal que se convierte en agente especial", y también elogió las imágenes del corto así como su acción.  Con el lanzamiento de Agent Carter, sabiendo que Item 47 había llevado a la creación de Agents of SHIELD y hubo discusiones sobre el corto de Agent Carter haciendo lo mismo para una serie centrada en Peggy Carter, Graeme McMillan de The Hollywood Reporter sintió que los cortos eran ya no eran "pequeños y divertidos artículos desechables llenos de huevos de Pascua", sino que eran un programa importante para Marvel que daba un "adelanto de la forma de las cosas por venir".
Cliff Wheatley de IGN le dio a All Hail the King un 9.4 sobre 10, y lo describió como un "regreso a la adorable personalidad del desafortunado Trevor y un paso adelante para el Universo Cinematográfico de Marvel más grande". Tiene sus giros que deberían satisfacer tanto a los amantes como a los que odian a Trevor Slattery. Pero es el enfoque que adopta Pearce con el material, desde las secuencias de crédito al estilo de las películas de kung-fu hasta el tono alegre que toma un giro repentino y discordante. Kingsley una vez más brilla en el papel de Slattery, distante e ignorante, pero más que feliz de volver al modo mandarín si complace a sus adoradores admiradores. Pearce hace algunos de los mismos chistes de Iron Man 3 en una especie de forma referencial, pero no es nada demasiado dañino". Andrew Wheeler de Comics Alliance criticó la forma en que se presentó la homosexualidad en el corto, dado que fue el primer intento de Marvel Studios de llevar los conceptos LGBT al MCU. 

## Proyectos potenciales
En mayo de 2013, DMG Entertainment dijo que estaban considerando crear un cortometraje, tentativamente titulado The Prologue, centrado en Dr. Wu, personaje interpretado por Wang Xueqi en Iron Man 3, quien solo apareció en 10 segundos de la película fuera de China; Xueqi apareció en tres minutos del estreno de la película en ese país. The Prologue estaría compuesto por secuencias filmadas durante la producción de Iron Man 3 y exploraría a Wu antes de los eventos de Iron Man. DMG agregó que no estaban seguros de cómo lanzarían el corto, diciendo que los rumores que afirmaban que The Prologue posiblemente podría lanzarse en televisión o un futuro lanzamiento doméstico del MCU eran "especulaciones".
D'Esposito dijo en julio de 2013 que había considerado hacer cortos independientes para varios personajes, incluidos Loki, un joven Nick Fury, Black Panther, Ms. Marvel y Black Widow. Sin embargo, D'Esposito señaló que una historia sobre Loki sería complicada por lo costoso que es ambientarlo a Asgard, mientras que para Fury y Black Panther tendrían que elegir nuevos actores y diseñar el vestuario. Y agregó: "Lo intentamos. Estuvimos allí en desarrollo y lo intentamos, pero fueron muy difíciles por todas las razones que di. Y no queremos hacer algo que está a medias porque no es bueno para nosotros y no es bueno para nuestros fanáticos".  En febrero de 2014, Pearce mencionó otros cortos que había escrito que nunca llegaron a buen término, incluidos los basados en Sin y Crossbones, Jessica Jones y Damage Control.
Feige dijo en mayo de 2015 que Marvel no se oponía a hacer más One-Shots,  y que había una acumulación de ideas potenciales. En septiembre de 2015, agregó que con la expansión del MCU a tres largometrajes al año, tendrían dificultades para encontrar el "momento y el lugar" para crear más contenido que ese, a pesar de sus continuas discusiones sobre posibles futuros One-Shots. El actor de Spider-Man, Tom Holland, insinuó en junio de 2017 que Marvel estaba planeando crear más One-Shots,  y Pearson reiteró esto en octubre y agregó que tenía una carpeta de ideas de One-Shot que había creado. Taika Waititi dijo que hubo discusiones sobre la creación de un One-Shot centrado en los personajes Korg y Miek de Ragnarok.  En abril de 2018, D'Esposito dijo que Disney esperaba que Marvel continuara con las películas One-Shot, pero admitió que el estudio estaba ocupado enfocándose en su mayor producción de largometrajes.  En el libro The Story of Marvel Studios: The Making of the Marvel Cinematic Universe, que se publicó en octubre de 2021, D'Esposito dijo que se estaban desarrollando más One-Shots.